# Pycnopogon laniger
Pycnopogon laniger là một loài ruồi trong họ Asilidae. Pycnopogon laniger được Dufour miêu tả năm 1833. Loài này phân bố ở vùng Cổ Bắc giới.